# Vallbona de les Monges
Vallbona de les Monges község Spanyolországban, Lleida tartományban. Vallbona de les Monges Sant Martí de Riucorb, Nalec, Ciutadilla, Passanant i Belltall, Solivella, Blancafort, L'Espluga de Francolí, Senan, Els Omells de na Gaia és Maldà községekkel határos. Lakosainak száma 223 fő (2024).

## Népesség
A település népessége az utóbbi években az alábbiak szerint változott:
| Lakosok száma | 224  | 1116 | 1066 | 724  | 293  | 264  | 251  | 262  | 233  | 223  |
|               | 1717 | 1887 | 1936 | 1960 | 1986 | 2004 | 2009 | 2014 | 2019 | 2024 |